# Mate Peteh
Mate Peteh (Žminj, 1873. – 19. travnja 1945.), bio je seljak iz Žminja, te ugledni "narodnjak" (istarski pravaš).
Peteh je kao protivnik fašizma i talijanske vladavine u Istri u stanovitoj mjeri surađivao s Narodnooslobodilačkim pokretom kojega su predvodili komunisti, ali se zbog svojih svjetonazorskih i vjerskih uvjerenja nije mogao potpuno uključiti u partizanski pokret. Odbio je prenositi poruke partizana, u strahu da će ga sami partizani odati Nijemcima - takvih je spletki doista bilo. Na kraju su ga ubili partizani 19. travnja 1945.